# Чистопрудный
Чистопру́дный — посёлок сельского типа в Кетовском районе Курганской области, входит в состав Большечаусовского сельсовета.

## География
Находится на реке Ик (приток Тобола).
Расстояние поселок Чистопрудный — Курган на автомобиле: 16 км.
Расстояние по прямой — 11 км.

## Субъекты инфраструктуры
- Лесная территория
- СНТ «Рябинушка»
- СНТ «Коллективный сад Рябинушка»
- СНТ «Икчанка»
- СНТ «Лесная дача»

## Население
| 1989 | 2002 | 2010 |
| ---- | ---- | ---- |
| 31   | ↘26  | ↘25  |